# Cuca Canals
María Fernanda Canals de Campos (Barcelona, 1962), más conocida como Cuca Canals, es una creativa publicitaria, escritora, pintora y guionista española. 

## Biografía
Cuca Canals derramó su primera lágrima el 21 de julio de 1962 de un caluroso verano en Barcelona. Desde que era muy pequeña se sintió fascinada por el arte. Miró, Goya, Picabia, Van Eyck o Pollock son algunas de sus grandes influencias. Quería estudiar Bellas Artes pero finalmente se decantó por la Publicidad. En 1986 se licenció en Ciencias de la Información y Relaciones Públicas por la Facultad de Bellaterra (Barcelona). Trabajó en varias agencias de Publicidad: BCK, Vizeversa, RCP, Saatchi&Saatchi y, por último, en Casadevall y Pedreño, donde además fue socia.  Hasta 1992 trabajó como directora creativa, consiguiendo los más importantes premios internacionales en los Festivales de Cannes, Nueva York, San Sebastián, Bruselas, Londres.  Entre ellos, destaca el Grand Prix en el Festival de Cannes por el spot “Monjas” para Talens o el León de Oro para el spot “Chupete” de Cruz Roja. 
En 1988 conoció al director de cine Bigas Luna, quien le propuso trabajar como guionista. Su primera película, Jamón Jamón (1992) descubrió el talento de dos actores que comenzaban su carrera: Penélope Cruz y Javier Bardem. Ese mismo año la película fue galardonada con el León de Plata en el Festival de Venecia. Con Bigas Luna también escribió en 1993 el guion de Huevos de Oro (Premio Especial del Jurado en el Festival de San Sebastián), La Teta y la Luna (1994), Osella de Oro al mejor guion en el Festival de Venecia, y La Camarera del Titanic (1997), Premio al mejor guion en el Festival de El Cairo, Premio Goya al mejor guion español de 1998 y Premio al mejor guion adaptado del Círculo de Escritores Cinematográficos de España.  También ha escrito el guion de Diario de una Ninfómana, dirigido por el director Christian Molina y estrenada en 78 países de todo el mundo. Asimismo escribió el guion de I Want to Be a Soldier, en el que intervienen Danny Glover y Robert Englund y que fue galardonada con varios premios, entre ellos el Marco Aurelio a la mejor película en la sección “Alice Nella Città” del Festival Internacional de cine de Roma o el premio principal del jurado del Festival Iberoamericano de cine de Río de Janeiro, Cinesul. También trabajó como guionista en el thriller Dos, dirigida por Mar Targarona, estrenada en 2021.

Ha publicado cuatro novelas: Berta la Larga (1996),  La hescritora (1998), Llora, Alegría (1999) y 500.000 Historias de Amor (2004), obteniendo un gran éxito de crítica y público. Clasificada como una narradora con una personalidad única e inconfundible, sus novelas han sido traducidas al inglés, holandés, portugués, hebreo, alemán, polaco, coreano o italiano…
También ha escrito diversas novelas infantiles y dos colecciones Juveniles de misterio. En 2015 recibió el encargo de la editorial Edebé de escribir la colección El Joven Poe, que recrea la infancia del escritor norteamericano Edgar Allan Poe, obteniendo un gran éxito de público y crítica. Ha vendido casi 100.000 ejemplares solo en España (datos diciembre 2022), Está escribiendo otra colección, “Filo&Sofía”, donde varios niños, entres ellos Rinus Descartes, Sócrates, Karlitos Marx o Sofía Hipatia, resuelven crímenes. Son filósofos inspirados en grandes filósofos de la historia.
Su fascinación por el arte, le ha llevado a exponer y escribir varios libros de Poesía Visual, una mezcla entre arte y literatura. En 1993, conoce al artista plástico Joan Brossa, máximo exponente de la Poesía Visual en España, quien le anima a dar a conocer su obra. Paralelamente, ha expuesto su obra pictórica en la galería Moriarty de Madrid (1994), en la galería 4RT de Barcelona (1997), en la Galería Joanna Sarapata de Varsovia (2010) y en Crackovia (2011). José Carlos Suárez, crítico de arte,  escribió sobre ella: “Cada obra, al margen de su valor intrínseco, contribuye a crear un todo sorprendente, lleno de lirismo y vibrante, estando presidido todo el conjunto por un halo de impudicia y rebeldía que nos recuerda que el espíritu de los dadaístas no ha muerto ni morirá nunca”.  Es creadora de  serie de piezas de videoarte tituladas Two Faces, destinadas a concienciar a la gente sobre la necesidad de cambiar sus hábitos. También colabora puntualmente en algún proyecto publicitario.
En el año 2014 le concedieron el premio C de C de Honor, el máximo reconocimiento que puede recibir un publicitario por toda su carrera. Ha sido la primera mujer en España en recibirlo. En la actualidad está finalizando un guion cinematográfico y preparando 
En verano del 2015, le descubrieron un tumor en el pecho en una revisión ginecológica. Fue operada con éxito un mes después. Actualmente se encuentra totalmente recuperada. Una enfermedad que ha definido como una auténtica lección de la vida. 
.

## Obras
Novelas
- Berta, la larga (1996), traducida al alemán, inglés, portugués y holandés
- La hescritora (1998)
- Llora, Alegría (1999)
- 500.000 historias de amor (2004)

Novelas juveniles
- La profesora que hacía faltras de hortografía (2014)
- El niño rey (2016)
- Colección El joven Poe
- 1-El misterio de la Calle Morgue (2017)
- 2-El extraño crimen de Marie Roget (2017)
- 3-La mansión de los horrores (2017)
- 4-El enigma de la carta (2018)
- 5-El acertijo del escarabajo de oro (2018)
- 6-El caso del gato negro (2019)
- 7-El reloj de la muerte (2019)
- 8-El circo del terror (2020)
- 9-El viaje maldito (2021)
- 10-Los cuervos también lloran (2022)

- Colección Filo&Sofía
- 1-El asesino de los ositos de peluche (2020)
- 2-El caso de la fábrica de la muerte (2021)
- 3-El extraño crimen del pianista sin cabeza (2022)

Guiones de películas
- Jamón, jamón, 1992
- Huevos de oro, 1993
- La teta y la luna, 1994
- Volaverunt, 1999
- La camarera del Titanic, 1997
- I want to be a soldier, 2010
- Dos, 2021

## Premios y distinciones
Festival Internacional de Cine de Venecia
| Año  | Categoría                    | Película          | Resultado |
| ---- | ---------------------------- | ----------------- | --------- |
| 1994 | Premio Osella al mejor guion | La teta y la luna | Ganadora  |

Medallas del Círculo de Escritores Cinematográficos
| Año  | Categoría            | Película                | Resultado |
| ---- | -------------------- | ----------------------- | --------- |
| 1997 | Mejor guion adaptado | La camarera del Titanic | Ganadora  |